# Galerie alpha

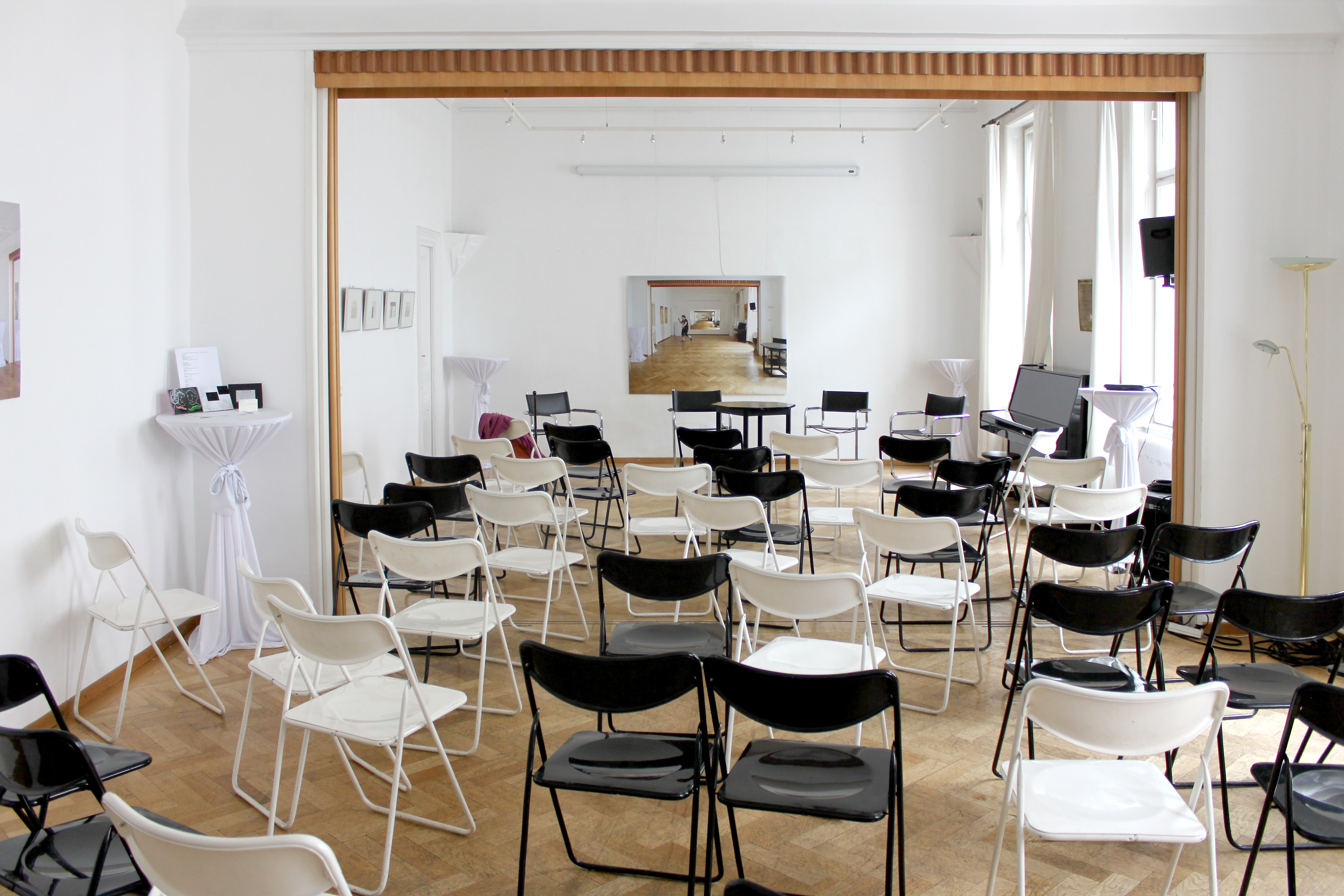
Hauptraum vom Club alpha

Die Galerie alpha ist Österreichs älteste Galerie für zeitgenössische Frauenkunst.
Die Galerie alpha befindet sich im Club alpha im 1. Wiener Gemeindebezirk Innere Stadt an der Adresse Stubenbastei 12/14, einige Häuser neben dem Gymnasium Stubenbastei. Sie wurde im Jahr 1987 von Maria Rauch-Kallat gegründet. Kuratorin der Galerie ist die Historikerin Isabella Ackerl.
Die Galerie bietet zehn Ausstellungen im Jahr, ausschließlich von Frauen, in den Sparten Malerei, Fotografie, Keramik und Bildhauerei. Die Galerie ist Mitglied der Interessensgemeinschaft IG-Galerien für zeitgenössische Kunst. Zweimonatlich erscheint die Clubzeitschrift des Clubs alpha mit dem Titel „alpha – frauen für die zukunft“, in welcher die aktuellen Ausstellungen rezensiert sind.